# Масове отруєння в Черкасах (2018)
Масове отруєння у Черкасах — інцидент із масовим отруєнням у місті Черкаси, унаслідок якого понад 90 людей звернулися за медичною допомогою. Серед постраждалих — більшість учнів загальноосвітньої школи № 8.

## Перебіг події
8 травня 2018 року на території Черкаської ЗОШ № 8 на відкритому повітрі проходила «лінійка» за участі 424 учнів, а також 26 вчителів школи з нагоди Дня пам'яті та примирення. Вона почалась о 8:35, а о 9:13 надійшло повідомлення, що відчули погіршення самопочуття та почали втрачати свідомість 15 учнів школи 2-9 класів. Медпункт було переповнено, постраждалих дітей розмістили у їдальні та коридорах школи до приїзду швидкої. Згодом до місця події прибули медики, працівники поліції та мобільна оперативна група ДСНС.
Черкаське хімічне підприємство Азот 8 травня оприлюднило заяву про те, що завод не причетний до отруєння: усі технологічні служби та цехи, за заявою, працювали у штатному режимі, ГДК викидів в атмосферу не перевищувались. До того ж, північний напрямок вітру унеможливлював потрапляння будь-яких шкідливих речовин з боку ПАТ «АЗОТ» в зону забруднення району ЗОШ № 8.

## Постраждалі
Внаслідок інциденту до лікарів звернулися 94 школярі, серед яких 53 госпіталізовано. Також було госпіталізовано троє вчителів школи і прибиральниця. 11 дітей доставлено до реанімації в стані середньої важкості; решта в задовільному та легкому стані.
ЗМІ повідомляли також, що окрім учнів та вчителів школи, постраждали двоє військовослужбовців розташованої поруч зі школою військової частини. Проте пізніше ДСНС цю інформацію спростувала.
9 травня 11 дітей, які перебували в реанімації, було переведено до стаціонарного відділення. Прес-служба ДСНС повідомила, що стан дітей стабілізувався, усі перебувають у свідомості та почуваються задовільно..
11 травня 22 дітей було виписано з лікарні додому.
16 травня з лікарні виписали останніх постраждалих від отруєння.

## Розслідування
Експерс-аналіз повітря на території школи, зроблений хіміко-радіологічною лабораторією ДСНС на вміст небезпечних хімічних речовин, перевищень вмісту хімічних речовин понад граничнодопустимої концентрації не виявлено (аміак — 0 мг/м3; хлор — 0 мг/м3, сірководень — 0 мг/м3, горючі гази — 0 мг/м3). Рівень кисню в повітрі — 20,9 % (при нормі — від 19 до 23 %).
Президент України Петро Порошенко доручив встановити причини масового отруєння учнів.
До Черкас 8 травня прибули Прем'єр-міністр України Володимир Гройсман та в.о. міністра охорони здоров'я Уляна Супрун.
Поліція відкрила кримінальне провадження за ч. 1 ст. 325 «порушення санітарних правил і норм щодо запобігання інфекційним захворюванням та масовим отруєнням» ККУ.
10 травня було повідомлено, що фахівці ДСНС, поліції та ЗСУ не знайшли ознак витоку отруйних речовин з військової частини А1744, що розташована біля школи.
11 травня — за результатами лабораторних досліджень, проведених Черкаською регіональною державною лабораторією Держпродспоживслужби, у пробах ґрунту, води питної з водопровідної мережі та з кулерів у школі відхилень від гігієнічних нормативів не виявлено, за виключенням вмісту алюмінію у 1-й з 4-х відібраних проб питної води з централізованого водопостачання.
5 жовтня Уляна Супрун повідомила, що незважаючи на залучення всіх можливих ресурсів, з'ясувати причини знепритомнення учнів та вчителів під час шкільної лінійки 8 травня так і не вдалося.

## Можливі причини інциденту
Уляна Супрун повідомила, що «у всіх постраждалих спостерігається інгаляційна токсична реакція». За словами Гройсмана під час лінійки могло статися локальне розпилення невстановленої наразі речовини.

## Отруєння в Новомосковську
Паралельно випадку в Черкасах схожа ситуація трапилась і в Новомосковську Дніпропетровської області, де на шкільній лінійці, приуроченій до Дня пам'яті та примирення, що проходила у загальноосвітній школі № 6, раптово стало зле 19 учням. Керівництво одразу викликало рятувальників та медиків. Медики поставили діагноз вегето-судинний пароксизм 15 учням.
Уляна Супрун повідомила, що отруєння дітей у Черкасах і випадок на шкільній лінійці в Новомосковську мають різні причини.